# Devynne Charlton
Devynne Charlton (* 26. November 1995 in Nassau) ist eine bahamaische Hürdenläuferin, die sich auf die 100-Meter-Distanz spezialisiert hat und aktuell Inhaberin des Landesrekordes ist. 2024 verbesserte sie zweimal den Hallenweltrekord über 60 Meter Hürden und kürte sich im selben Jahr sowie 2025 zur Hallenweltmeisterin.

## Sportliche Laufbahn
Erste Erfahrungen bei internationalen Meisterschaften sammelte Devynne Charlton bei den CARIFTA-Games 2010 in George Town, bei denen sie in 12,40 s den achten Platz im 100-Meter-Lauf in der U17-Altersklasse belegte und mit der bahamaischen 4-mal-100-Meter-Staffel in 46,85 s die Bronzemedaille gewann. Zudem gelangte sie mit 14,73 s auf Rang fünf über 100 Meter Hürden. Im Jahr darauf siegte sie bei den CARIFTA-Games in Montego Bay in 11,91 s über 100 Meter und belegte in 14,19 s den vierten Platz im Hürdensprint. Zudem gewann sie mit der Staffel in 46,16 s die Silbermedaille. Anfang Juli schied sie bei den Jugendweltmeisterschaften nahe Lille mit 12,33 s im Halbfinale über 100 Meter aus und verpasste mit 2:11,10 min den Finaleinzug mit der Sprintstaffel (1000 Meter) und gewann anschließend mit 3:42,61 min die Bronzemedaille in der 4-mal-400-Meter-Staffel bei den Panamerikanischen Juniorenspielen in Miramar und siegte in 45,09 s in der 4-mal-100-Meter-Staffel. 2012 wurde sie bei den CARIFTA-Games in Hamilton in 13,97 s Fünfte über 100 Meter Hürden in der U20-Altersklasse und siegte in 45,02 s im Staffelbewerb. Anschließend gewann sie bei den U18-CACAC-Meisterschaften in San Salvador in 11,97 s die Bronzemedaille über 100 Meter und auch im Hürdenlauf sicherte sie sich in 13,77 s Bronze. Zudem gewann sie in 45,72 s die Silbermedaille im Staffelbewerb. Daraufhin startete sie im Hürdenlauf bei den Juniorenweltmeisterschaften in Barcelona und kam dort mit 14,20 s nicht über die Vorrunde hinaus. Sie kam mit der Staffel im Vorlauf nicht ins Ziel. Im Jahr darauf siegte sie bei den CARIFTA-Games im heimischen Nassau in 11,60 s über 100 Meter und gewann in 14,25 s die Bronzemedaille im 100-Meter-Hürdenlauf. Zudem siegte sie in 44,77 s in der 4-mal-100-Meter-Staffel. 2014 belegte sie bei den CARIFTA-Games in Fort-de-France in 11,68 s den siebten Platz über 100 Meter und gewann in 45,47 s die Bronzemedaille mit der Staffel. Anschließend siegte sie in 13,56 s im Hürdensprint bei den U20-Zentralamerika- und Karibikmeisterschaften in Morelia gewann dort in 45,73 s die Bronzemedaille im Staffelbewerb. Kurz darauf schied sie bei den Juniorenweltmeisterschaften in Eugene mit 13,36 s im Halbfinale über die Hürden aus und wurde mit der Staffel disqualifiziert. Im Herbst begann sie ein Studium an der Purdue University in West Lafayette, Indiana.
2015 nahm sie erstmals an den Panamerikanischen Spielen in Toronto teil und schied dort mit 13,22 s in der ersten Runde über 100 Meter Hürden aus. Zudem belegte sie in 44,38 s den siebten Platz in der 4-mal-100-Meter-Staffel. Anschließend gelangte sie bei den NACAC-Meisterschaften in San José mit 13,01 s auf Rang sechs im Hürdenlauf und wurde mit der Staffel in 44,28 s Vierte. Daraufhin startete sie über die Hürden bei den Weltmeisterschaften in Peking und kam dort mit 13,16 s nicht über den Vorlauf hinaus. 2017 erreichte sie dann bei den Weltmeisterschaften in London bis ins Halbfinale und schied dort mit 12,95 s aus und kam mit der Staffel im Vorlauf nicht ins Ziel. Im Jahr darauf startete sie im 60-Meter-Hürdenlauf bei den Hallenweltmeisterschaften in Birmingham und klassierte sich dort mit 8,18 s auf dem achten Platz. Im Halbfinale stellte sie zudem mit 7,89 s einen neuen bahamaischen Landesrekord auf. Im August wurde sie dann bei den NACAC-Meisterschaften in Toronto in 13,01 s Fünfte über 100 Meter Hürden. 2019 nahm sie erneut an den Panamerikanischen Spielen in Lima teil und schied dort mit 13,49 s im Vorlauf aus und kam mit der Staffel nicht ins Ziel. Im Mai 2021 stellte sie bei den USATF Golden Games im kalifornischen Walnut mit 12,61 s einen neuen Landesrekord über 100 Meter Hürden auf, womit sie Pedrya Seymour als Rekordhalterin ablöste. Sie siegte dann Anfang Juni in 12,85 s bei der Hungarian GP Series Tatabánya, ehe sie bei der Golden Gala Pietro Mennea in Florenz in 12,80 s Zweite wurde. Damit qualifizierte sie sich für die Olympischen Sommerspiele in Tokio und klassierte sich dort mit 12,74 s im Finale auf dem sechsten Platz.
2022 startete sie über 60 Meter Hürden bei den Hallenweltmeisterschaften in Belgrad und gewann dort mit neuem Landesrekord von 7,81 s im Finale die Silbermedaille hinter der Französin Cyréna Samba-Mayela. Im Juni wurde sie beim Meeting de Paris in 12,63 s Zweite und anschließend erreichte sie bei den Weltmeisterschaften in Eugene das Finale und belegte dort in 12,53 s den siebten Platz. Daraufhin gewann sie bei den Commonwealth Games in Birmingham in 12,58 s die Silbermedaille hinter der Nigerianerin Tobi Amusan. Zudem gewann sie Ende August bei den NACAC-Meisterschaften in Freeport in 12,71 s die Bronzemedaille hinter der US-Amerikanerin Alaysha Johnson und Megan Tapper aus Jamaika. Zudem sicherte sie sich dort in 43,34 s gemeinsam mit Printassia Johnson, Anthonique Strachan und TyNia Gaither die Silbermedaille hinter dem Team aus den USA. Bei den Weltmeisterschaften 2023 in Budapest erreichte sie mit einer Zeit von 12,52 s den vierten Platz im 100-Meter-Hürdenlauf. Im Februar 2024 siegte sie bei den Millrose Games in 7,67 s über 60 Meter Hürden und unterbot damit den bisherigen Weltrekord der Schwedin Susanna Kallur um eine Hundertstelsekunde. Anschließend lief sie in Madrid 7,68 s und galt damit als Topfavoritin für die Hallenweltmeisterschaften in Glasgow. Dort wurde sie allen Erwartungen gerecht und steigerte im Finale den Weltrekord auf 7,65 s. Im April wurde sie bei der Xiamen Diamond League in 12,49 s Zweite, wie auch bei der Diamond League Shanghai in 12,64 s. Bei den World Athletics Relays auf den Bahamas wurde sie in 43,32 s Vierte im C-Lauf in der 2. Qualifikationsrunde der 4-mal-100-Meter-Staffel für die Olympischen Spiele und verpasste somit eine Direktqualifikation. Im Juni siegte sie in 12,64 s beim Racers Grand Prix auf Jamaika und kurz darauf siegte sie in 12,56 s beim USATF New York City Grand Prix. Im August belegte sie bei den Olympischen Sommerspielen in Paris in 12,56 s im Finale den sechsten Platz. Zudem war sie Fahnenträgerin der Bahamas während der Eröffnungsveranstaltung der Spiele.
2025 startete sie erneut bei den Hallenweltmeisterschaften in Nanjing und verteidigte dort in 7,72 s ihren Titel über 60 m Hürden.
In den Jahren 2017 und 2018 sowie von 2021 bis 2024 wurde Charlton bahamaische Meisterin im 100-Meter-Hürdenlauf.

## Persönliche Bestzeiten
- 100 Meter: 11,22 s (+0,6 m/s), 13. Mai 2018 in Bloomington
  - 60 Meter (Halle): 7,26 s, 25. Februar 2017 in Geneva
- 100 m Hürden: 12,44 s (+0,1 m/s), 22. August 2023 in Budapest (bahamaischer Rekord)
  - 60 m Hürden (Halle): 7,65 s, 3. März 2024 in Glasgow (Weltrekord)

## Persönliches
Auch ihr Vater David Charlton war als Leichtathlet aktiv, wie auch ihre Schwester Anthaya Charlton.